# Pour le plaisir (émission de télévision)
Pour les articles homonymes, voir Pour le plaisir (homonymie).
Pour le plaisir est une émission de télévision française diffusée en direct sur France 3 du 27 février au 30 juin 2006 et présentée par Christophe Begert avec la complicité de Vanessa Dolmen.

## Diffusion
L'émission était diffusée à 13h50 du lundi au vendredi et reprenait la case où s'étaient succédé l'émission à succès C'est mon choix de 1999 à 2004 et les échecs J'y vais... j'y vais pas ? en 2004 ainsi que Jules et les filles en 2005.

## Principe
L'émission permettait de nous replonger dans les plus grands tubes de la chanson française, les meilleurs sketches des plus célèbres humoristes et pour notre plus grand plaisir nous pouvions revoir les images les plus cultes de la télévision. 
En compagnie d’un invité par jour, Christophe et Vanessa nous donnaient l'occasion de revisiter en archives ces grands moments de bonheurs.

## Invités
- Danièle Gilbert
- Pierre Bonte
- Jean-Marc Souami
- Christine Haas
- Laurence Badie
- Laurent Voulzy

## Émissions spéciales
Certains émissions spéciales furent organisées dans Pour le plaisir, notamment :
- Spéciale dédicaces tubes de l'été
- Spéciale vacances
- Spéciale Soleil

## Commentaires et arrêt
- Après la fin de l'émission C'est mon choix en 2004, France 3 a confié la case horaire du début d'après-midi à deux autres talk-show qui se soldèrent par des échecs, J'y vais... j'y vais pas ? puis Jules et les filles. Après des diffusions de documentaires animaliers puis les Histoires extraordinaires de Pierre Bellemare, la chaîne installe un divertissement cette fois, faisant partie de son remodelement des programmes à partir de fin février 2006 avec également l'apparition du jeu Drôle de couple présenté par Alain Bouzigues et le 12/13 renommé 12/14. Pour le plaisir est censée rebooster les audiences de la chaine à cette heure-là, comme au temps de l'émission d'Évelyne Thomas pendant 5 ans.

- Ce remodelement fut un échec relatif et vu la disparition du jeu Drôle de couple le 24 mars 2006 moins d'un mois après son lancement. Pour le plaisir, avec des audiences plus correctes, continuera jusqu'au 30 juin 2006.

- Cependant, l'émission n'est pas réapparue à la rentrée de septembre 2006 pour cause d'harmonisation des programmes du service public.

- Le 4 septembre 2006, France 2 lance un nouveau talk-show en début d'après-midi présenté par Jean-Luc Delarue, Toute une histoire. Ceci signera la fin des émissions à cette heure là sur France 3, remplacées par des séries.